# ミヒャエル・ラング (1998年生のサッカー選手)
ミヒャエル・ラング（Michael Lang 、1998年7月4日 - ）は、オーストリア・グラーツ出身のプロサッカー選手。グラーツァーAK所属。ポジションは、ディフェンダー。

## クラブ歴
2017年8月4日、エアステリーガのSCウィーナー・ノイシュタット戦でデビューを果たした。
2021年6月22日、SKNザンクト・ペルテンに2年契約で移籍した。